# Besim Spahić
Besim Spahić (Travnik, 1953) jugoslovenski je i bosanskohercegovački komunikolog, politikolog, sociolog, novinar, kulturolog, istoričar, književnik, glumac, reditelj i muzičar (pjevač, svirač, kompozitor i tekstopisac). Doktor je komunikologije i redovni profesor Fakulteta političkih nauka Univerziteta u Sarajevu, a predaje takođe i na Univerzitetu i Sveučilištu u Mostaru.

## Biografija

### Djetinjstvo i mladost
Besim Spahić je rođen 1953. godine u Travniku, u porodici koja je pripadala srednjoj društvenoj klasi. U rodnom gradu je završio osnovnu školu i klasičnu gimnaziju, a još od djetinjstva je pokazivao talenat za muziku i pozorište. Kao šestogodišnjak je dobio glavnu ulogu u školskoj priredbi, a igrao je u mnogo predstava i dobio brojne nagrade. Muzikom se bavi od najranijeg djetinjstva; u osmom razredu osnovne škole osnovao je grupu „Orkani”, potom „Nobelovci”, a zatim je počeo svirati u grupi „Veseli akordi” te kasnije i u posljednjoj postavi grupe „Veziri”.

### Studije i profesionalna karijera
Akademsko obrazovanje odlučio je započeti sa samo 14 godina; prvobitno je — kako sam kaže — želio studirati glumu i muziku, ali je na kraju ipak završio novinarstvo i politologiju. Diplomirao je 1974. godine na Fakultetu političkih nauka „Veljko Vlahović”, na Odsjeku za žurnalistiku. Poslije petogodišnjeg angažmana u Pozorištu mladih u Sarajevu, počeo je raditi kao novinar na RTV Sarajevo. Nakon provedene dvije i po godine rada u toj medijskoj kući, prešao je na Fakultet političkih nauka u Sarajevu, gdje je radio kao asistent na Odsjeku za žurnalistiku. Zvanje redovnog profesora prvi put je dobio 1987. godine.
Tokom Rata u Bosni i Hercegovini, živio je u Ljubljani, radeći kao kreativni direktor i urednik oglašavanja u agenciji „Studio marketing”. Bio je urednik časopisa koji je izdavao Savez udruženja novinara Jugoslavije pod imenom Novinarstvo, te časopisa koji je izdavao Savez udruženja za marketing Jugoslavije pod imenom Marketing. Učestvovao je na brojnim naučnim, domaćim i inostranim kongresima i simpozijumima, a neki od najbitnijih su „Pečat vremena” (Udruženje komunikologa Hrvatske; avgust 2011), „Promocija ruralnih potencijala” (CEIO; Zagreb, oktobar 2011) i „Imidž glavnog grada države” (Urbanistički institut Republike Slovenije; Ljubljana, 2007). Bio je učesnik i mnogobrojnih naučnoistraživačkih projekata.
U Sarajevo se vratio 2000. godine te na Fakultetu političkih nauka i Akademiji likovnih umjetnosti dobio status profesora. Jedan je od najznačajnijih teoretičara iz oblasti političkog marketinga na Balkanu, a baveći se publicistikom i teorijom kulture — iz ovih oblasti je do sada objavio više od 20 knjiga: napisao je 18 knjiga iz oblasti reklame, političkog komuniciranja, političkog i kulturnog marketinga, imidža, poslovnog komuniciranja i dizajna i dr. te je bio i koautor još 5 drugih knjiga iz povezanih oblasti.
Svojevremeno je pisao i za veb-portal Al Džazire Balkans.

### Ljubav prema umjetnosti
Ovo ga sve, međutim, nije u potpunosti ispunjavalo; tako se sve do danas (pogotovo sljedećih pet godina nakon Rata u BiH) nastavio pored profesionalne karijere baviti i pisanjem pozorišnih komada za djecu i odrasle, te komponovanjem (prvenstveno dječje) ali i stvaranjem (uglavnom tradicionalne i rok) muzike. Svoje muzičko-scenske projekte, najčešće mjuzikle, između ostalog je realizovao na teritoriji Slovenije (11 autorskih mjuzikala), Hrvatske (2 mjuzikla) i Italije (2 mjuzikla), a u domovini Bosni i Hercegovini prezentovao je svoj ’multiprojekat’ — mjuzikl Kulin ban – Nadaleko znan, kao i još nekoliko tematskih mjuzikala kroz festival „Linofest” u organizaciji grupe „Libertas”. Pisao je i pjesme za mnoge muzičke zvijezde sa prostora bivše Jugoslavije (Nikša Bratoš, Seid Memić Vajta, Đulijano Đanić i dr.), od kojih su neke postali evergrini (Jugo od Đulijana i Bana). Kao ’slobodni umjetnik’ više od pet godina, pored mnogobrojnih muzičkih i pozorišnih projekata potpisuje i nekolicinu književnih.

### Ostalo
Besim Spahić je marta 2012. godine dospio u fokus javnosti nakon predavanja održanog u Kaknju čiji je video-snimak postavljen na Jutjub imao veliku gledanost. U predavanju je oštro iskritikovao tadašnje (i sadašnje) stanje u Bosni i Hercegovini izazvano namjernim iskrivljavanjem istorije i pozvao na prevazilaženje etno-religijske podijeljenosti zbog koje je region već vijekovima nestabilan i podložan sukobima.
Tečno govori slovenački, italijanski, francuski i engleski jezik. Kako su mu majčini preci bili trgovci, urari i zlatari, poznaje i nekoliko zanata — prvenstveno urarski — i kako sam kaže, „u stanju je popravljati stare satove, što je za mnoge urare mlađih generacija nepoznanica”. Svira gitaru,, tamburu, frulu i još nekoliko instrumenata.

## Nagrade
- 1987. — Nagrada Udruženja novinara BiH (za knjigu Kontroverze propagandnog djelovanja)
- 1990. — Nagrada Saveza udruženja ekonomskih propagandista Jugoslavije (za knjigu Uvod u kreaciju tržnih komunikacija)[5]
- Nagrada Evropske unije za najčovjekoljubniji dječiji multiprojekat (za mjuzikl Bing bang Bong – prijatelj svijeta)
- Nagradu za najslušaniju kompoziciju u Hrvatskoj na „Zlatnoj žici Slavonije”[4]

## Najznačajnija djela
| - Ekonomsko-propagandna poruka u uslovima socijalističkog samoupravljanja: Magistrska naloga (1980) - Analiza simbola i značenja predstave proizvoda kao sastavnog dijela ekonomske propagande: Doktorska disertacija (1980) - Kultura srca: Karikature (1982) - Strategija savremene propagande: Prilog demitologizaciji savremene građanske reklame (1985) - Turizam, ekonomija i kultura (1986) - Zenica na kraju stoljeća – Kako smo odbili razmjenu naroda (1997) - Svetloba sence – izris forme: Fotografije; Cankarjev dom, Mala galerija (1998) - Trženje mesta Ljubljane: Raziskovalni projekt (prva faza – letno poročilo) (1998) - Izazovi političkog marketinga deset godina poslije kao i prije deset godina: Položiti popravni ili ubiti BiH (2000) - (2001) - Nacionalni antimarketing ex-Yu i BH naroda (2001) - Dizajn 1: Ekonomski, društveni i politički aspekti oblikovanja (2002) - Kulturni marketing: Strateško-marketinško promišljanje kulture i umjetnosti (2002) - Peripheryart: Razstava (2003) - Industrijski oblikovalec Marjan Žitnik: Cankarjev dom 11. 2. – 13. 3. 2003 (2003) - Pikapolonica na prašni cesti (2008) - Dizajn – ekonomski, društveni i politički aspekti (2008) - Aspekti javne i medijske diplomacije (2009, koautor sa Jelenkom Voćkić-Avdagić) - Ima jedna zemlja (2013) - Kontroverze propagandnog djelovanja (nagr. 1987) - Uvod u kreaciju tržnih komunikacija (nagr. 1990) - Komuniciranje jedinica lokalne samouprave s javnošću (rec.) - Nadaleko znan Kulin ban (2008, knjiga za djecu) - Tri prijatelja: Vrabac, glista i žabac (knjiga za djecu) | - Imaj petlju – Oda građanskoj hrabrosti (2013, kompozitor) - Dao bih ti sve (2013, kompozitor) - Pjesma je da se pjeva - Na noge Bosno - Bosna će zauvijek živjeti među nama - Kulin ban – Nadaleko znan - Bing bang Bong – prijatelj svijeta - Muze - Grožnjanske mačke - Kralj urban - Pika Nogavička - Čarovnik Oz - Do posljednjeg šaha (glumac u predstavi) - Nadaleko znan Kulin ban (2008, dječji film) - Srce Evrope (dokumentarac u saradnji sa Lejlom Panjetom) - Besim – čovjek sa sto lica (biografski o Besimu Spahiću) |

## Spoljašnje veze
| - „Rat bio projektovan izvana, a i novi je već pripremljen” (intervju za Glas Srpske; Glas Srpske, 24. mart 2012) Архивирано на веб-сајту (20. август 2015) - „Ko vjeruje da je Mladić projektovao Srebrenicu – neka ide psihijatru” (razni citati iz intervjua; Fakti.org, 29. mart 2012) - „Predavanje koje je uzburkalo duhove Balkana” (siže predavanja u Kaknju; E-novine, 4. april 2012) Архивирано на веб-сајту (15. мај 2014) - „Bez obzira na sve, Kusturica je još najbolji bh. reditelj” (intervju za TIP.ba; TIP.ba, 23. septembar 2012) - „Teško nama kada nam estradni umjetnici sjede u parlamentima...” (intervju za Danas.info; Tačno.net, 9. januar 2014) | - „Jugo” (pesma Đ. Đanića i M. Bana koju je napisao B. Spahić, 2005) - „Prof. Besim Spahić – Kakanj 2012” (predavanje u Kaknju; predavanje, mart 2012) - „Prof. dr Besim Spahić gost Senada Hadžifejzovića” (gostovanje na TV Fejs; Fejs, 12. april 2012) - „N1 Pressing: Gost Besim Spahić” (gostovanje na TV N1; Presing, 4. mart 2015) - „Upitnik – ep. 31: Besim Spahić” (gostovanje na TV Hajat; Upitnik, 7. jun 2016) |